# Звукосниматель

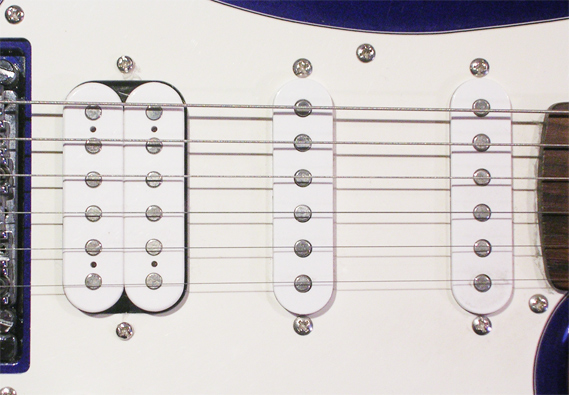
Три магнитных звукоснимателя на электрогитаре. Один хамбакер и два сингла — слева направо

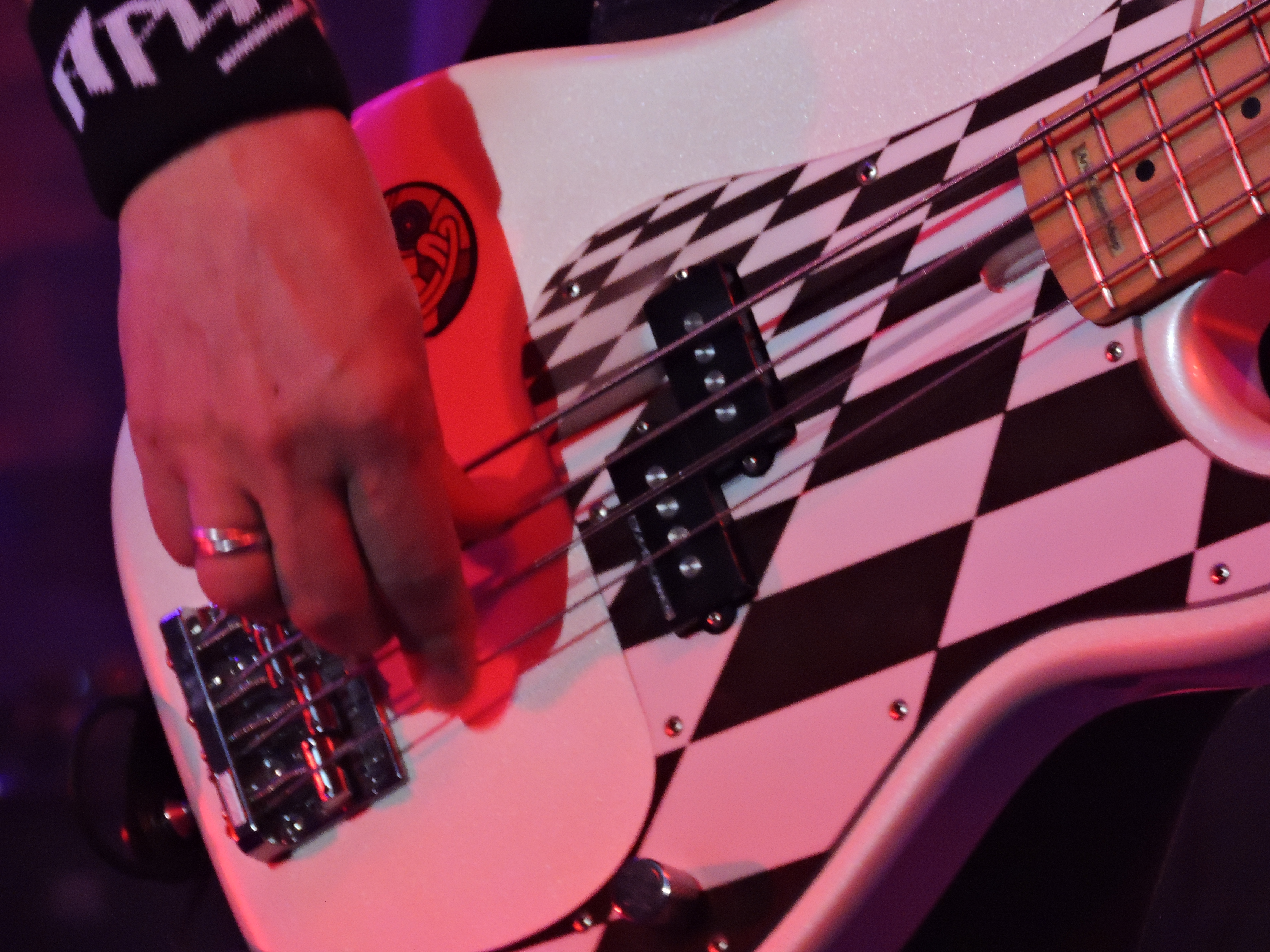
Звукосниматели типа раздельный хамбакер на бас-гитаре Fender Precision Bass

Звукоснима́тель — устройство, преобразующее  колебания струн в электрический ток. 
По принципу действия звукосниматели делятся на электромагнитные, пьезоэлектрические и оптические. 
Сигнал со звукоснимателей может быть обработан для получения различных звуковых эффектов и затем усилен для воспроизведения через акустические системы. 
Используется в электрогитарах, бас-гитарах и полуакустических гитарах, а также в электро- и полуакустических скрипках, электроорганах.

## Классификация
Все звукосниматели можно поделить на активные и пассивные. 
- Пассивные звукосниматели — представляют собой устройство, не осуществляющее усиление сигнала. Актуальным для магнитных звукоснимателей недостатком является некоторая зависимость электрических параметров (в основном добротности и резонансной частоты) от параметров подключенных внешних устройств (усилитель) и линий коммутации (кабель) и наведенных на них шумов. Как преимущество — отсутствие необходимости в дополнительном источнике питания.
- В активных звукоснимателях предварительное усиление звука осуществляется за счет встроенной в него электроники, которая позволяет подать в линию передачи сигнал большей мощности (при этом критичен уровень собственных шумов). Недостаток — необходимость в дополнительном источнике питания от 9V батареи типа «Кроны». Достоинства: независимость характеристик звукоснимателя от подключаемой аппаратуры и снижение относительного уровня шумов в линии передачи и усилителе.

По принципу действия звукосниматели подразделяются на:
- Электромагнитный звукосниматель, в котором снятие звука происходит вследствие изменения электромагнитного поля за счёт колебания в нём струны. Преобразование колебания струн в электрический сигнал происходит следующим образом: металлическая струна колеблется в поле, создаваемом постоянным магнитом (магнитами) датчика. Внутри катушки проволоки, намотанной вокруг этих магнитов, возникает электрический ток, который через провода подается в усилитель. Электромагнитный звукосниматель воспринимает только поперечные колебания струн, перпендикулярные магнитной оси катушки. Зачастую датчики сильно влияют на окраску сигнала, имеют различные АЧХ, уровень компрессии, уровень сигнала. Поэтому заменой датчиков можно изменить звучание инструмента.

- - Сингл (англ. Single) — одна катушка. Более яркая перкуссионная атака, общая чёткость звучания лучше, нежели у хамбакеров. Из недостатков — большая чувствительность к электромагнитным помехам относительно двухкатушечных звукоснимателей.

- - Хамбакер (англ. Humbucker) — две катушки, расположенные рядом на одном магнитопроводе, включенные в противофазе. Такой подход позволяет существенно снизить шумы от электромагнитного фона за счёт алгебраического сложения сигналов от двух катушек, при этом за счет небольшой разности фаз полезного колебания (вызванной расстоянием между катушками), вычитается и часть спектра колебания струны.

- - Хамканселлер (англ. Humcanceller) — принцип аналогичен хамбакеру, только катушки расположены одна над другой на общем магнитопроводе, что позволяет передать более полный спектр колебаний в сравнении с хамбакером, сохранив при этом эффект шумоподавления. Маркетинговое название для хамбакера.

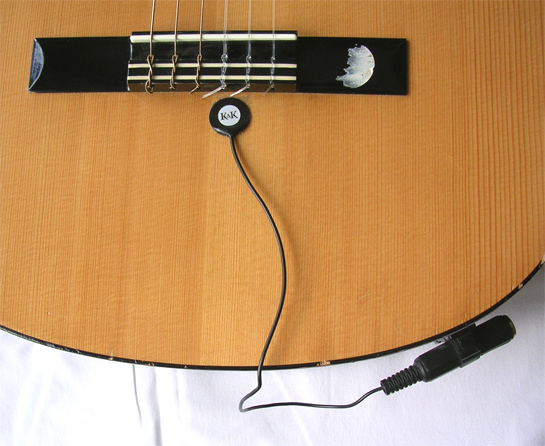
Пьезоэлектрический звукосниматель на акустической гитаре

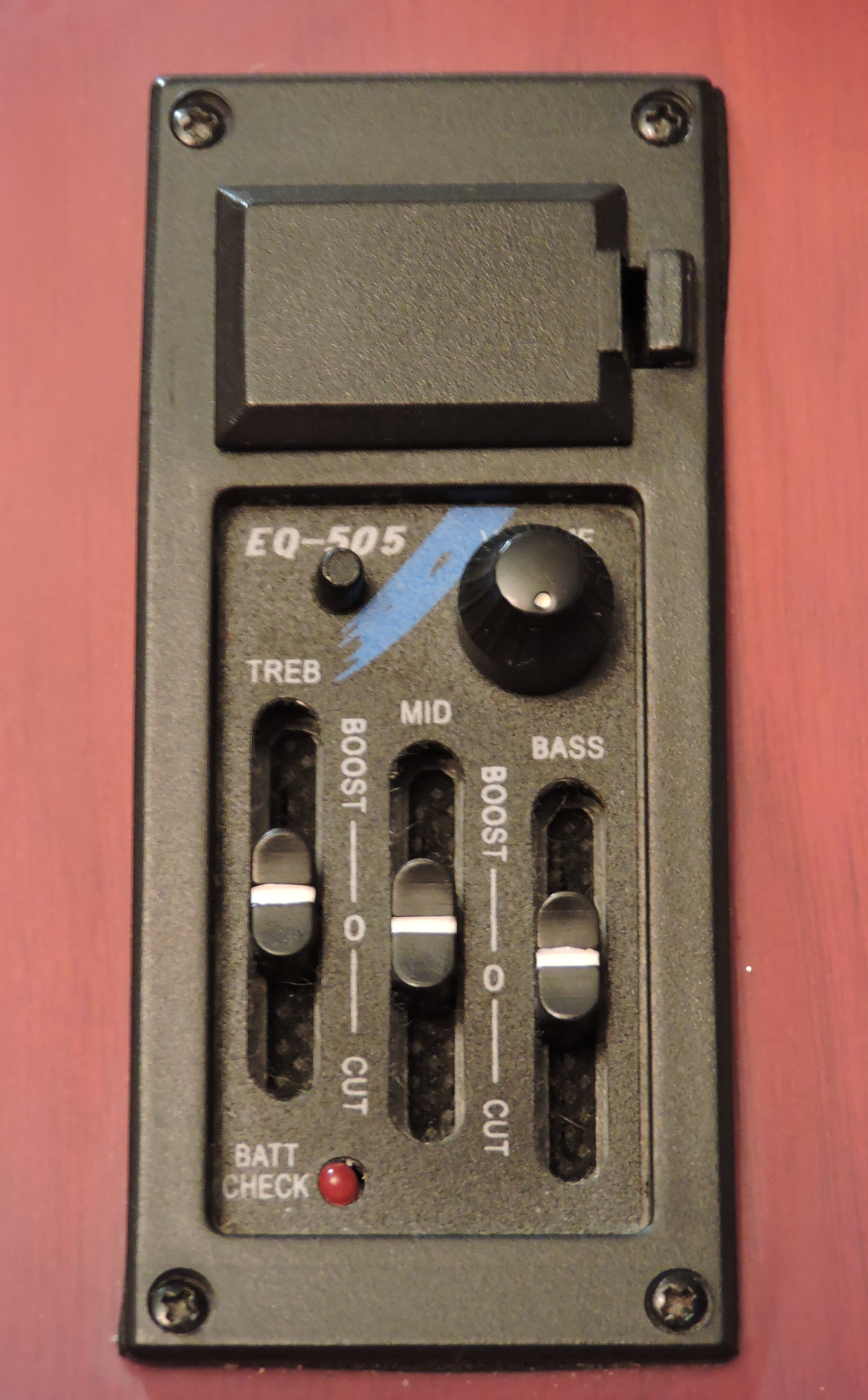
Активный темброблок «Belcat EQ-505R» (пьезокерамический звукосниматель), интегрированный в корпус акустической гитары. Органы управления (слева направо): кнопка заряда батарей, регулятор громкости, регуляторы высоких (Treb), средних (Mid) и басовых (Bass) частот, индикатор заряда батареи (зажигается при нажатии на кнопку). Сверху — отсек для батареи типа «Крона»

- Электроакустический звукосниматель — по сути это микрофон того или иного типа, в частности — пьезоэлектрический. Может работать со струнами из любого материала. Именно пьезоэлектрические звукосниматели используют для озвучивания акустических инструментов, поскольку они, как и микрофон, преобразуют в той или иной степени в электрический сигнал все колебания системы корпус-стру́ны.

- Оптические (не получили массового распространения) — снятие сигнала происходит за счёт регистрации отраженного от струны или проходящего через неё светового потока (см. Оптоэлектроника).